# Hylesia anchises
Hylesia anchises är en fjärilsart som beskrevs av Lemaire 1988. Hylesia anchises ingår i släktet Hylesia och familjen påfågelsspinnare. Inga underarter finns listade i Catalogue of Life.